# Марка Щирия
Марка Щирия или Марка на Мур (на латински: marchia Carantana, marchia transalpina, Mark Hengist, Hengistgau; на немски: Mark an der Mur, Karantanermark, Kärntnermark, Steiermark) е територия на Свещената Римска империя в днешна Западна Щирия и източно от река Мур, Австрия. Източна Щирия по това време е завладяна от Унгария. Столица била Хенгистбург. Марка Щирия съществува от 970 до 1180 г. Граничела с Марка Каринтия. През 1180 г. марката е издигната на Херцогство Щирия (1180 – 1918).
Победата на Ото Велики над Унгария в битката на Лехското поле през 955 г. води до създаването на множество Марки против Унгария, между тях и marchia Carantana.
Първият маркграф на Марка Щирия през 970 г. става Маркварт III († 1000) от фамилията Епенщайни (970 – 1000).

## Марграфове на Щирия
- Маркварт III от Епенщайн (970 – 1000)
- Адалберо от Епенщайн (1000 – 1035), негов син, също херцог на Каринтия и марграф на Верона 1011 – 1035, свален 1035 г.
- Арнолд II от Велс-Ламбах († 1055) (1035 – 1055) (Велс-Ламбахи)
- Готфрид от Питен (1042 – 1050), син на Арнолд, ко-марграф, убит 1050 г.

Отакари от Траунгау:
- Отокар I (1055 – 1064), граф на Химгау
- Адалберо (1064 – 1086), син
- Отокар II (1086 – 1122), брат на Адалберо
- Леополд Силни (1122 – 1129), син на Отокар II
- Отокар III (1129 – 1164), син
- Отокар IV (1164 – 1180), син, първият херцог на Щирия 1192